# John Kiffmeyer
John Kiffmeyer (n. 1969, California, SUA), cunoscut și sub pseudonimul artistic Al Sobrante, după numele orașului său natal, El Sobrante, a fost bateristul inițial al formației de punk rock Green Day.
1. ↑  John Kiffmeyer, accesat în 9 octombrie 2017